# Николај Смољников
Николај Фјодорович Смољников (рус. Николай Фёдорович Смольников; 10. март 1949) бивши је совјетски фудбалер. 

## Биографија

### Клуб
Дебитовао је 1967. године за Нефчи из Бакуа, чије је боје бранио током целе играчке каријере. Већину времена проведеног у Нефтчију, био је стандардни првотимац, постигао је 80 голова на 338 утакмица у првенству СССР-а.

### Репрезентација
Био је део репрезентације СССР-а на Европском првенству 1968. године у Италији. Укупно је наступио 3 пута за репрезентацију Совјетског Савеза.